# Lajeado Grande
Lajeado Grande este un oraș în Santa Catarina (SC), Brazilia.